# Büren (Gescher)
Büren ist ein kleiner Ortsteil der Gemeinde Gescher im Münsterland. Der Ortsteil besaß 2009 380 Einwohner.
Die erste urkundliche Erwähnung war im Zeitraum 1023 bis 1032 als Burion in einem Dokument der Edlen Frau Reinmod.
Am 1. Juli 1969 wurde Büren in die Stadt Gescher eingegliedert.
2009 gibt es in der agrarisch geprägten Bauerschaft auf einer Fläche von 960 ha 24 Höfe und 25 Einzelhäuser, die sich auf die vier Nachbarschaften Haabusch, Dönnebrinks-Hook, Roberts-Hook und Ächterbüren verteilen.